# رأس الغول (شخصية خيالية)
رأس الغول هو شخصية خيالية تظهر في الكتب المصورة التي تنشرها دي سي كومكس. ويعتبر أحد أبرز أعداء باتمان. ترجم اسمه العربي في القصص كـ "The Demon's Heads". ابتكر هذه الشخصية الكاتب دينيس أونيل والفنان نيل آدامز، وقد ظهرت الشخصية للمرة الأولى في الحلقة رقم 232 من سلسلة باتمان وعنوانها «ابنة الشيطان» في حزيران/يونيو 1971.
كما كان هناك صراع بينه وبين سوبرمان وغيره من الأبطال الخارقين. ظهر رأس الغول في عدد من وسائل الإعلام، كأفلام كريستوفر نولان بداية باتمان ونهوض فارس الظلام، حيث مثل شخصيته الممثل ليام نيسون. احتل رأس الغول المرتبة السابقة في قائمة أفضل 100 كتاب فكاهي على مر العصور التي وضعتها آي جي إن.

## روابط خارجية
- http://www.spider-bob.com/villains/dc/RasAlGhul.htm نسخة محفوظة 16 يوليو 2011 على موقع واي باك مشين.
- http://www.batmantas.com/cmp/ras.htm
- http://www.worldsfinestonline.com/WF/batman/btas/bios/rasalghul/
- http://www.worldsfinestonline.com/WF/beyond/bios/taliaras/
- http://www.unstable.com/whoswho/rasalghu.htm نسخة محفوظة 16 فبراير 2004 على موقع واي باك مشين.
- http://www.worldsfinestonline.com/WF/superman/episodes/TheDemonReborn/
- http://www.batman-superman.com/batman/cmp/ras.html